# Parc Natural de l'Albufera de València
El Parc Natural de l'Albufera de València (Albufera, de l'àrab البحيرة, al-buḥayra, ‘llac’, ‘albufera’, etimològicament diminutiu de ‘mar’) és una llacuna litoral situada 12 quilòmetres al sud de la Ciutat de València, entre l'Horta de València i al nord de les dues Riberes (Alta i Baixa). És la zona humida més important del País Valencià.
El seu origen se situa fa 6.000 anys, i forma una devesa que s'estén uns 27 quilòmetres entre la desembocadura del Túria i la muntanya de Cullera. Va ser declarat Parc natural pel govern valencià el 23 de juliol del 1986. El parc natural comprèn el sistema format per l'albufera pròpiament, el seu entorn humit, i el cordó litoral (devesa del Saler) adjacent a ambdós.
L'Albufera de València forma part de l'ecoregió definida pel Fons Mundial per la Natura com a "Boscos mediterranis del nord-est d'Espanya i sud de França".

## Orografia

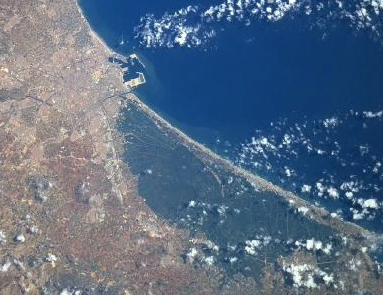
Foto satèl·lit de la NASA

L'Albufera es va originar pel replenament d'una antiga badia per l'aportació de sediments dels rius Xúquer i Túria, amb la qual cosa es produí la separació definitiva de la mar en l'època romana. Llavors, la superfície del llac era molt major (a l'entorn de 30.000 hectàrees), però amb el pas dels anys i a causa de l'interès a obtenir noves zones de cultiu (especialment, d'arròs) ha anat disminuint de grandària fins a les 2.800 hectàrees actuals.
Al Parc de l'Albufera hi destaquen tres relleus: al municipi de Cullera El Cabeçol i la Muntanya de les Raboses; i la Muntanyeta dels Sants al terme de Sueca.
Existeixen ambients diferenciats: 
- La restinga: és la barra sorrenca que separa el llac del mar, que és l'ambient més complex del conjunt, amb quatre subambients diferenciats.
  - La platja
  - El cordó de dunes davanteres
  - El sistema dunar intern
  - Les mallades (830 ha): saladars deprimits que s'inunden periòdicament i que constitueixen un dels pocs reductes existents de bosc litoral del Mediterrani occidental
- La marjal: són terres que anteriorment formaven part del llac, però que ara estan dedicades al cultiu de l'arròs amb tot el sistema de reg
- El llac: extensió d'aigua dolça a causa del fet que s'alimenta de les aportacions de les séquies i de diversos ullals existents en el mateix llac. Amb les seues 2.837 ha de superfície, és el llac més gran de l'estat espanyol. La profunditat mitjana n'és de 80 cm, amb màximes de 2 m, i el seu diàmetre és de 5 km.
- Les mates: existeixen 6 grans mates, illots formats per vegetació palustre, essent la mata del fang la més important.
- Els ullals i les llacunes: especialment l'Ullal de Baldoví[5] i la séquia i bassa o Llacuna de Sant Llorenç,[6] com també la Llacuna del Samaruc.

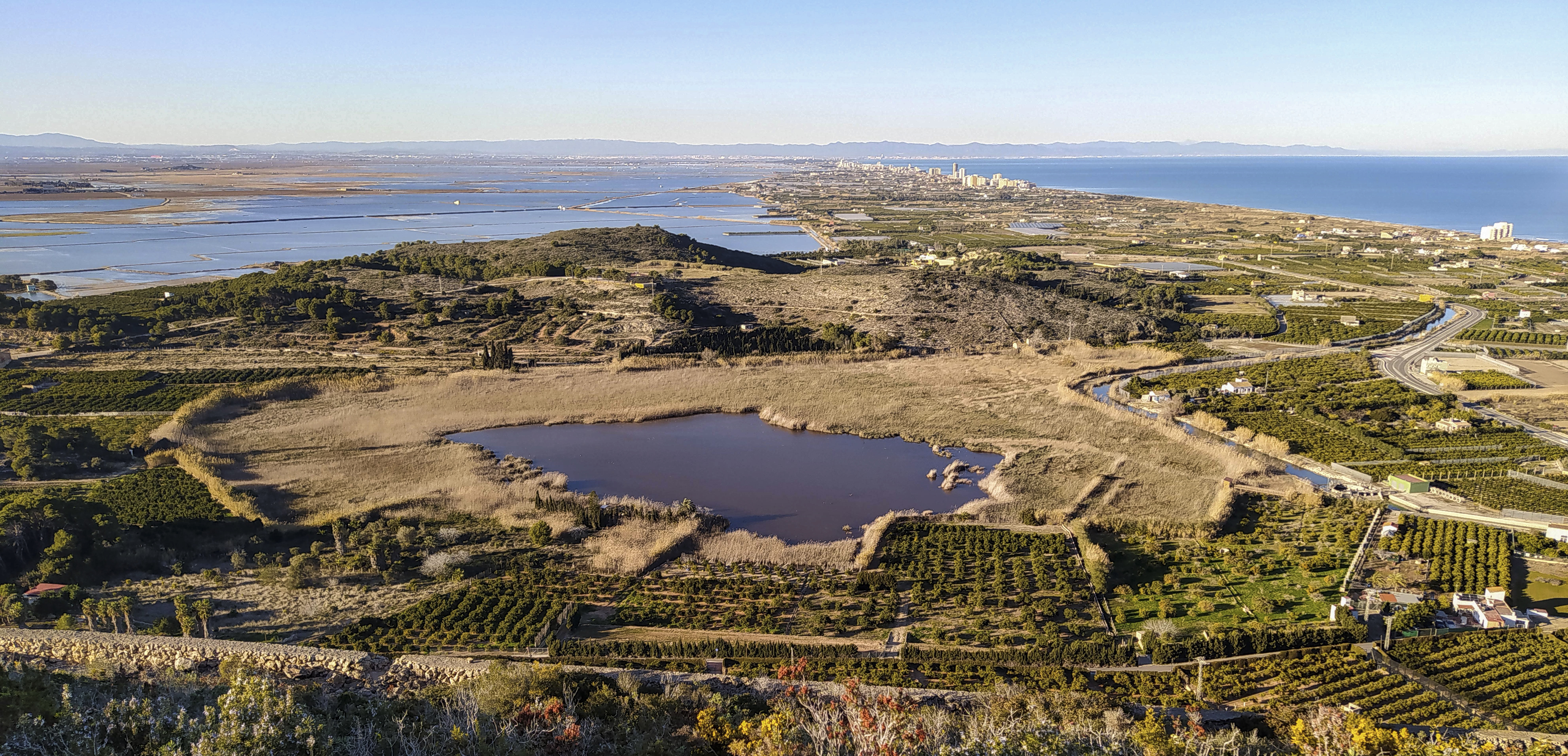
Llacuna de Sant Llorenç
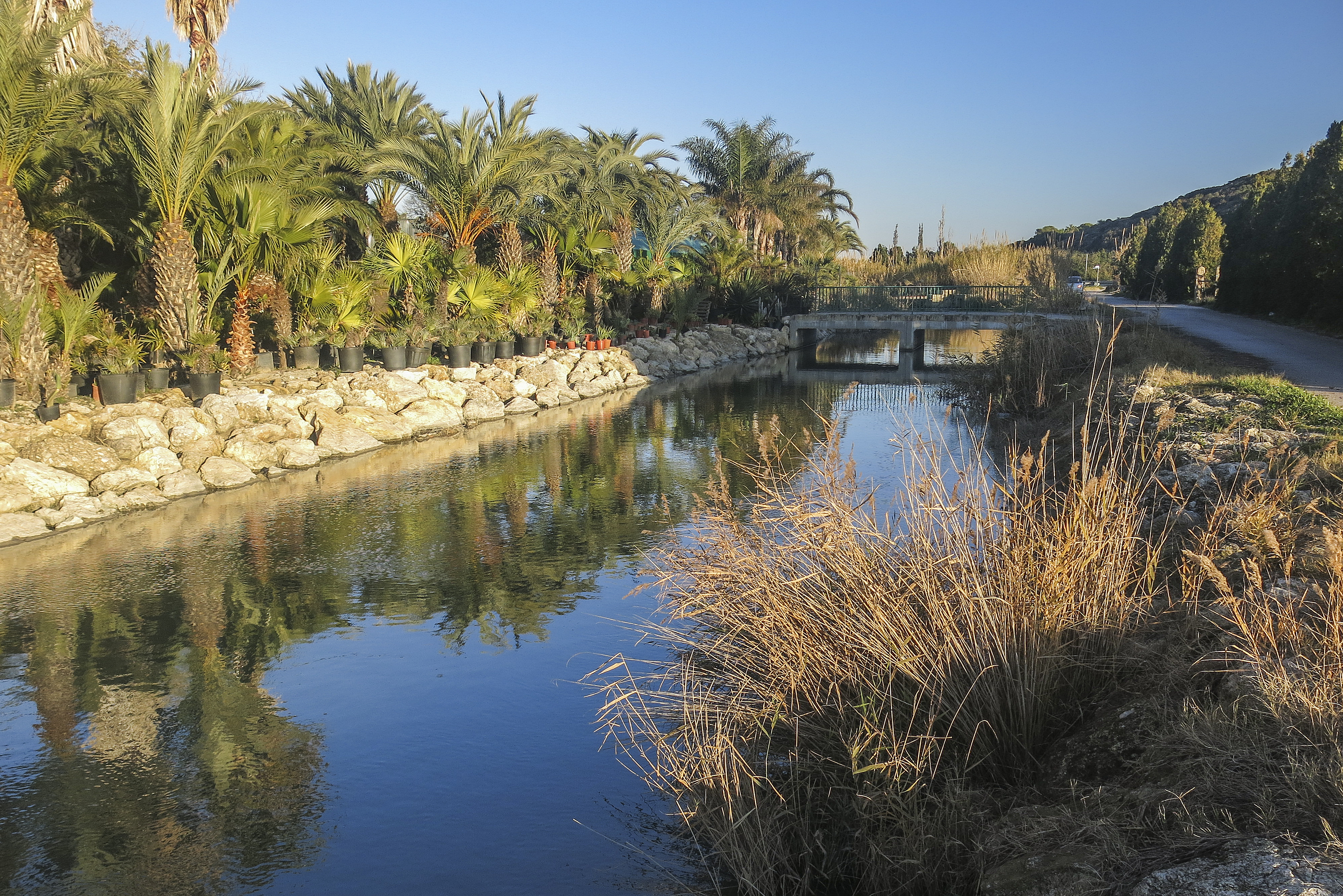
Séquia de Sant Llorenç
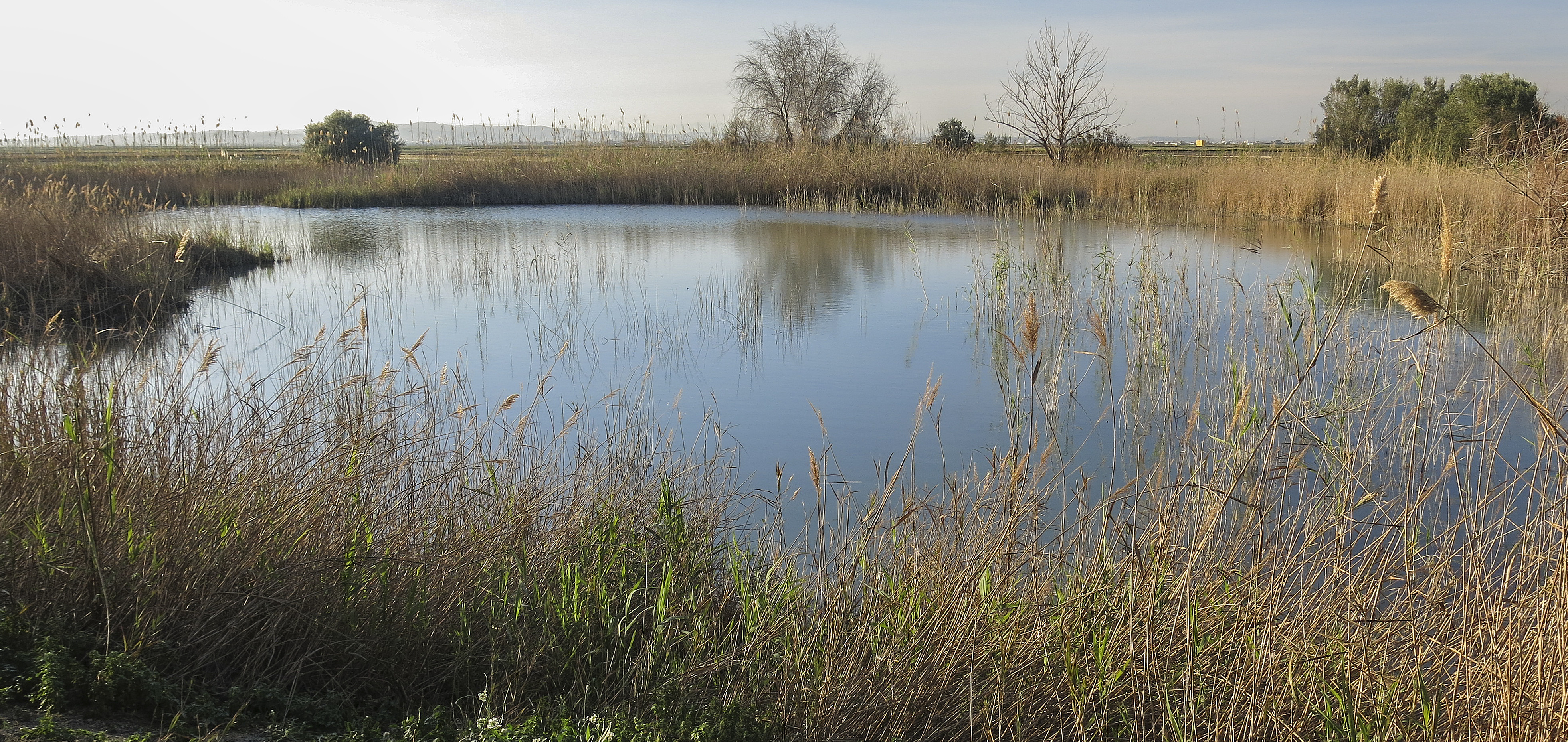
Ullal de Baldoví

## Clima
El parc presenta un clima termomediterrani, suau i agradable, provocat per l'orografia plana i l'elevada humitat. L'estiu és càlid i sec, amb temperatures moderades i altes. Les precipitacions més abundants corresponen a la primavera i la tardor, estacions amb temperatures moderades. L'hivern presenta temperatures baixes, però amb pocs dies de gelada (temperatures per davall de 0 °C). La precipitació mitjana anual és de 430 l/m². La temperatura mitjana anual és de 17 °C, amb oscil·lacions de ±11 °C.

## Flora
La vegetació a la marjal, dedicada al cultiu de l'arròs i en el llac és escassa, i queda limitada a les zones marginals.
No obstant això, la franja sorrenca costanera és especialment rica en varietats vegetals. Hi destaca la presència d'espècies pioneres pròpies de dunes mòbils, com el gram de duna o la campaneta de mar, i de dunes fixes com l'aladern o el llentiscle.
En els salers existents entre les dunes, podem trobar l'herba salada. En les zones amb substrat rocós, hi ha un típic bosc mediterrani format per la carrasca, el timó, el romer i la sajolida.
Finalment, a les zones humides hi ha comunitats submergides, flotants i palustres com el canyet (Phragmites australis), la bova, la mansega (Cladium mariscus) i la trencadalla.
Pel que fa a l'arròs, en 2010 es produïren vora 115.000 tones.
A l'Albufera hi ha dues microreserves de flora declarades: la Llacuna del Samaruc, d'Algemesí (02-12-2002) i la Muntanyeta dels Sants, de Sueca (11-09-2006).

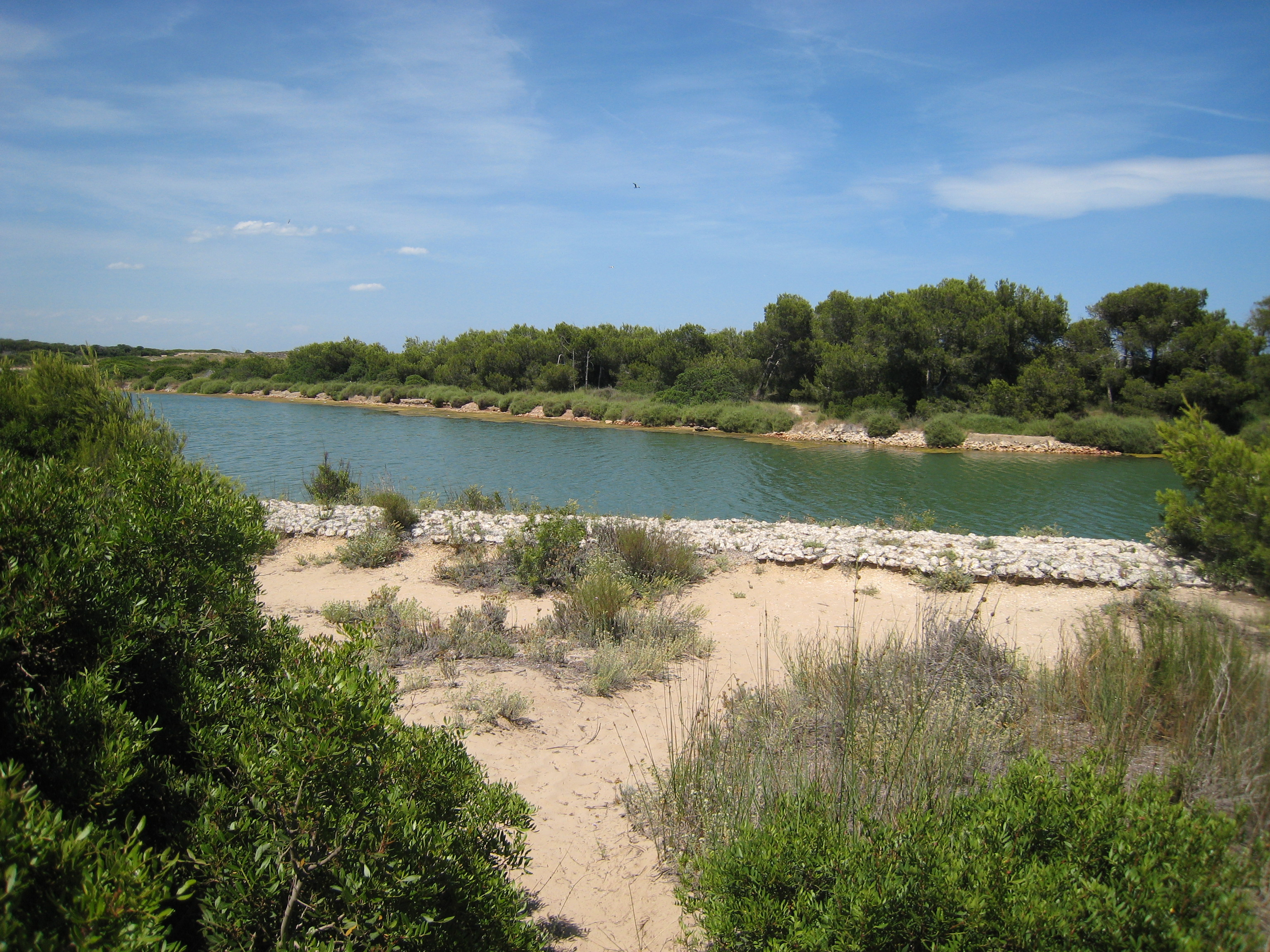
Vegetació dunar de l'Albufera.
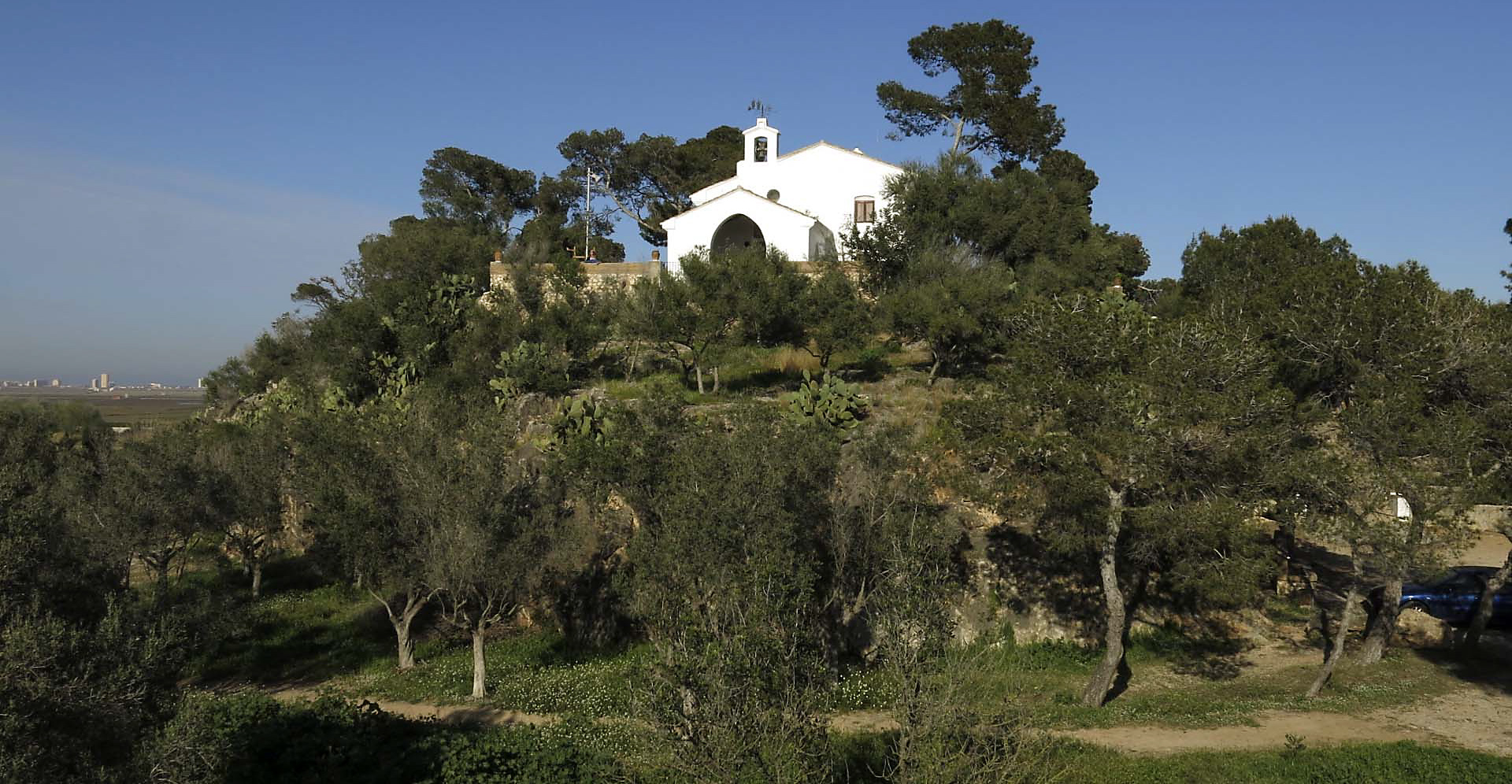
Microreserva de flora: Muntanyeta dels Sants.
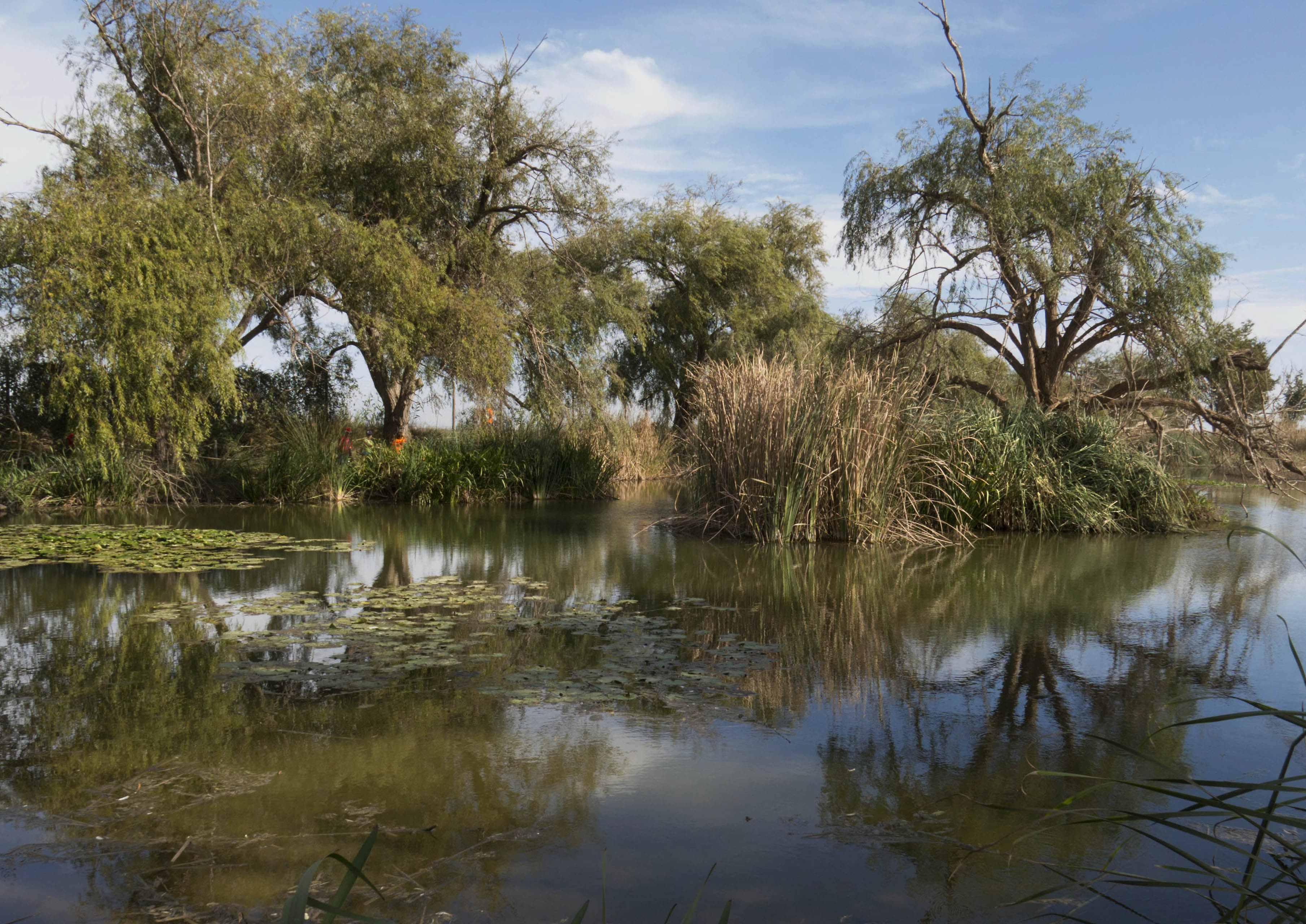
Llacuna del Samaruc

## Fauna

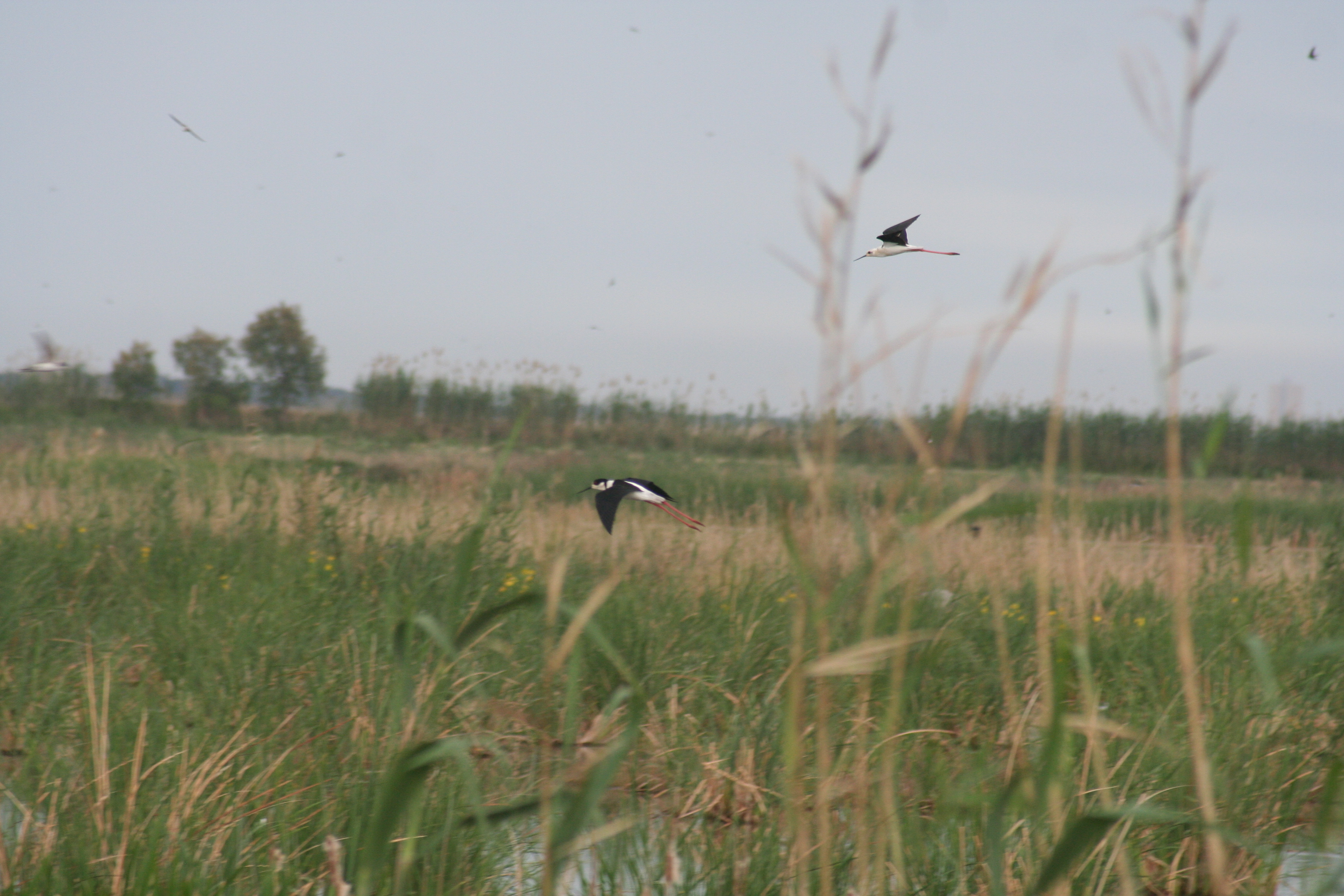
Camesllargues (Himantopus himantopus) volant en el Tancat de la Pipa (València)

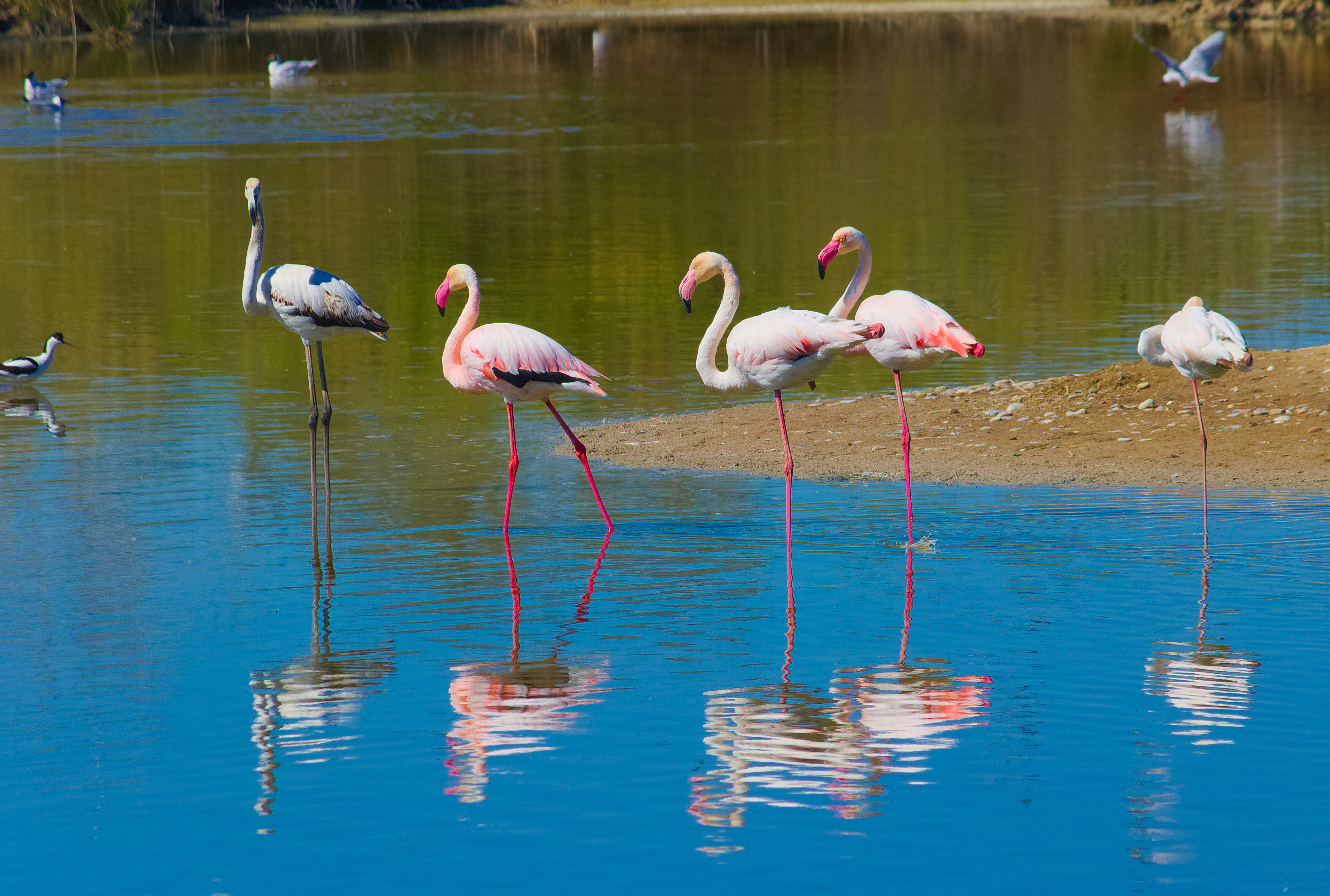
Flamencs a l'Albufera.

El llac té diverses espècies i en destaquen el fartet i el samaruc, per ser dues espècies de peixos endèmiques del País Valencià, i l'anguila, llisa i llobarro per la seua importància econòmica.
Des de la dècada de 1950, la varietat d'espècies de peixos ha minorat, sent les llises i les carpes les espècies més capturades actualment. La contaminació de les aigües, la pèrdua de la microfauna i altres factors expliquen la desaparició o minva de la presència d'espècies valorades pels pescadors, com les anguiles, els llobarros o la gamba. La desaparició d'esta última espècie representa l'inici de la decadència de la pesca a El Palmar.
L'anguila no ha desaparegut de l'Albufera, però des de la dècada de 1970 la presència (i captures) d'anguiles, tant de l'espècie maresa com pasturenca, és quasi inexistent. Tot i que fóra una espècie emblemàtica del llac, en l'actualitat la poca població d'anguiles fa poc rendible la seua pesca, ja que les despeses del manteniment de les xarxes no cobreix els ingressos produïts per la seua captura. En 1950 es capturaven 120.000 quilos d'anguiles a l'Albufera, per menys de 9.000 en la primera dècada del segle xxi. El llobarro, peix més delicat que l'anguila, es troba en situació de pràctica extinció. Antigament era un peix molt valorat, que suposava grans ingressos per als pescadors. Des de la dècada de 1980, la llisa suposa el gruix de la pesca al llac, tot i que antigament era considerada una espècie roïna, reservada al consum domèstic.
Encara que, sense cap dubte, aquest parc és conegut per l'extraordinària riquesa avícola que conté, hi destaquen l'ànec xibec amb fins a 10.000 exemplars, l'ànec cullerot o el bragat amb fins a 20.000 exemplars.
També són destacables les colònies de martinets (Ardeidae), i s'hi pot ressenyar l'esplugabous o garseta (Bubulcus ibis), el martinet ros (Ardeola ralloides) o el bernat pescaire (Ardea Cinerea).
Cal esmentar l'escassa presència d'espècies com el xatrac d'albufera (Sterna hirundo), el linx caracal, la sancana o camallonga (Himantopus himantopus), la rosseta (Marmaronetta angustirostris) o la gavina capblanca (Larus genei).
Pel que fa als mamífers, hi destaquen la guineu, la mostela i el conill salvatge. També hi ha presència de petits mamífers, com ara diverses rates penades, ratolins, i la rata d'aigua, espècie silvestre per excel·lència del paratge.
Entre els invertebrats, cal destacar-ne la presència de gambetes, petxinots de sang, escarabats i libèl·lules.
Entre els rèptils i amfibis, hi destaquen la granota verda, el gripau d'esperons, la serp de collaret, la serp d'aigua, la serp blanca i la serp verda. Aquesta darrera pot arribar a mesurar dos metres de llarg. Hi ha diverses espècies de sargantanes, entre les quals es troba la sargantana cendrosa, espècie endèmica mediterrània, però també hi ha la sargantana cua-roja i la sargantana cuallarga. També hi són presents el dragó comú i la bívia ibèrica.
El 2019 es va trobar l'espècie invasora Obama nungara, que afecta a la biodiversitat del sòl.

## Història de la gestió

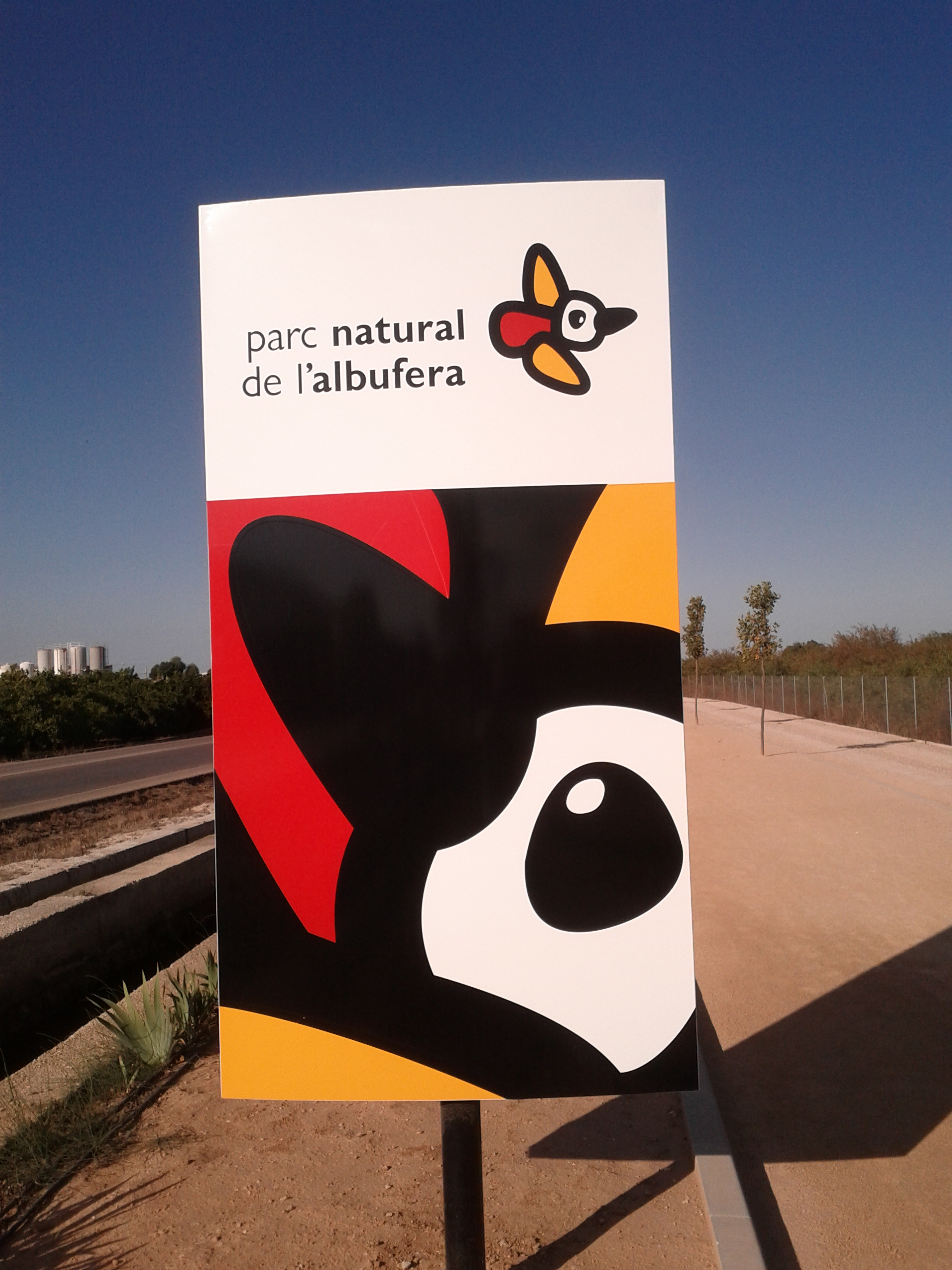
Cartell del Parc Natural de l'Albufera

Des del 1238, l'Albufera i la devesa van ser domini personal del rei Jaume I, que va voler reservar aquests paratges com a patrimoni de la corona. Va ser el monarca qui començà amb l'explotació del recursos, va regular la pesca, i va establir privilegis. La tasca de regulació de la pesca va ser continuada per monarques com Martí l'Humà i Ferran el Catòlic.
L'any 1761, el rei Carles III va dictar una Reial Ordre per a la protecció especial de l'Albufera i el seu entorn, establint normes per a la conservació de la riquesa del paratge. Tanmateix, 34 anys després, Antoni Josep Cavanilles ja va alertar de la progressiva reducció del llac, que en aquest període havia perdut la meitat de la seua superfície, fins a quedar en 8.190 ha. Durant el segle xviii naixen les actuals institucions de pescadors de Silla, Catarroja i El Palmar, sorgides del Comú de Pescadors de la Ciutat de València que regulava la gestió de la pesca a l'Albufera.
L'any 1865, la propietat del parc va passar de la corona a l'estat, i el 1927 va ser adquirit per l'Ajuntament de València. El 1962, l'ajuntament va fer una cessió de terrenys al Ministeri d'Informació i Turisme per construir-hi un parador de Turisme i un camp de golf (encara avui existents). L'any 1967, comencen els projectes d'urbanització que només una contestació massiva, popular i periodística, sota el lema «El Saler per al poble», va aconseguir aturar.
Finalment, l'any 1979, el primer ajuntament democràtic va declarar la devesa i l'Albufera llocs públics per a ús de la ciutadania, i el 8 de juliol del 1986 el govern valencià el va declarar Parc natural. L'any 1992, el primer decret de declaració va ser anul·lat pel Tribunal Suprem per defecte de forma, i el 31 de maig del 1993 es va tornar a fer la declaració de manera definitiva.
Amb data de 23 d'octubre de 1990 es va aprovar el document del Pla Especial de Protecció del Parc Natural (actualment derogat pel Tribunal Suprem) i el decret 96/1995, de 16 de maig, va aprovar el Pla d'Ordenació dels Recursos Naturals de la Conca Hidrogràfica de l'Albufera.
El 19 de novembre de 2004 va ser aprovat pel Consell de la Generalitat Valenciana el Pla Rector d'Ús i Gestió (PRUG) de l'Albufera.

## Paisatge cultural

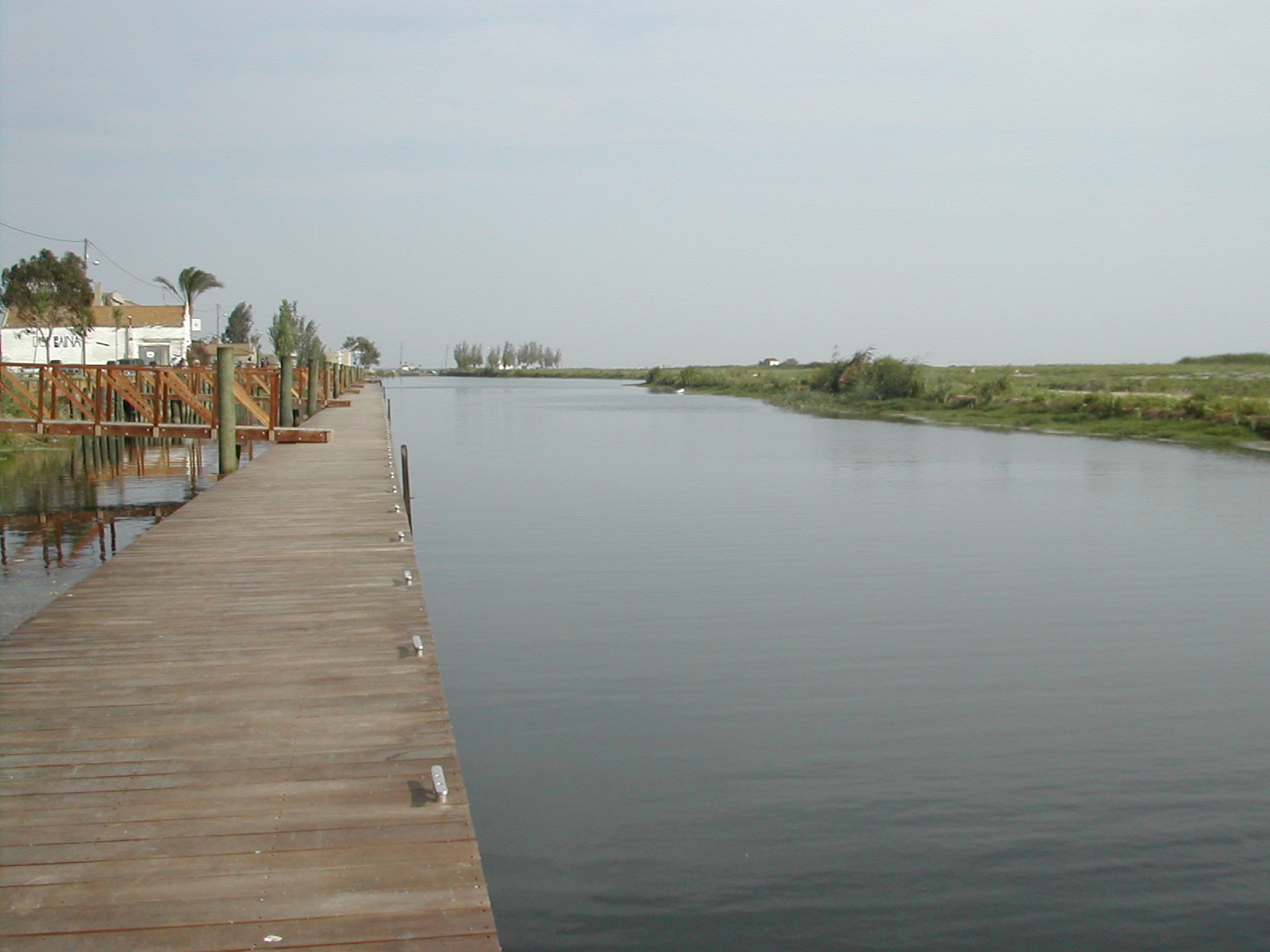
Port de Catarroja.

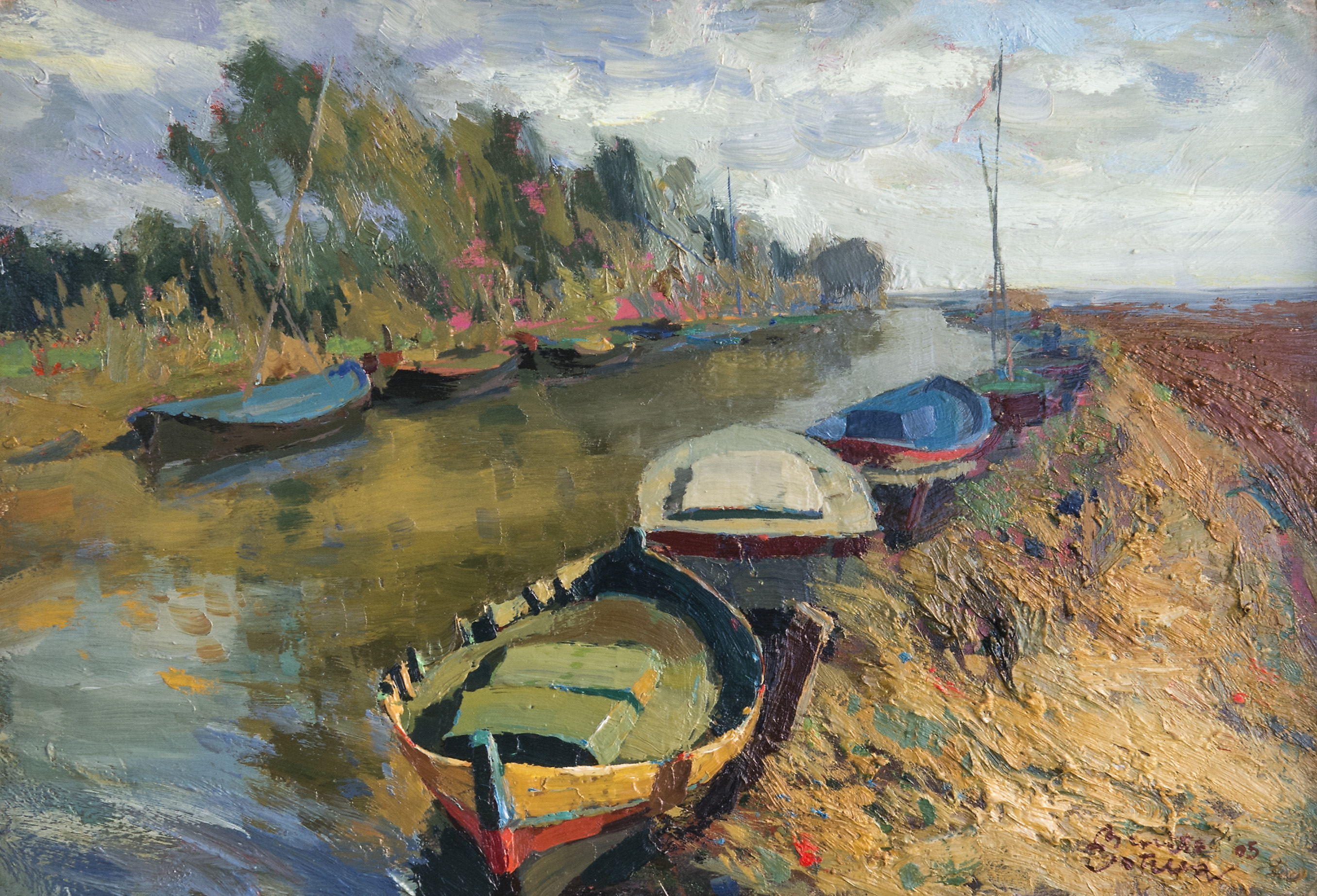
El port de Silla

La cacera ha estat una de les activitats principals desenvolupades a l'Albufera, i una de les més antigues. S'ha organitzat tradicionalment en les anomenades tirades, i els llocs de cacera són subhastats.
El parc de l'Albufera és conegut internacionalment tant per conreu de l'arròs com per la projecció guanyada amb les novel·les costumistes de Vicente Blasco Ibáñez, i en especial per Cañas y barro (Canyes i fang). És l'arròs i el seu cultiu l'activitat que ha fet desenvolupar la iconografia del paratge, amb els camps inundats a la primavera i una catifa de verd lluent a l'estiu. En hivern, les aigües tornen al seu lloc tradicional, cobrint el paisatge.
Tot i que des del segle xiii fins al XVI l'Albufera és territori de pescadors, a partir de la fi del segle xvi fins al segle xviii es produeixen grans canvis en la seua morfologia, canvis provocats pels canvis en els sistemes hidrològics. Una mala gestió de les goles, i desbordaments del Túria i el Xúquer sobre el riu van fer que l'aigua es fera dolça a partir del segle xvii. Els canvis produïts al segle xviii faran que la superfície per a l'explotació pesquera es reduïsca a favor de la superfície agrària, provocant una reconversió forçosa de les activitats tradicionals. En dos segles, l'extensió de la llacuna es reduiria un 85%.
El conreu de l'arròs va desenvolupar-se a partir que els hòmens del terreny comencen a soterrar els canyars que envoltaven el llac per a convertir els terrenys en agrícoles. Estos treballs canviaren el medi de l'Albufera, tot i els perills per a la salut per l'exposició a malalties com el paludisme. Al pas del segle xix al xx, moment quan es culmina el procés de colonització agrària de la llacuna, es va començar a utilitzar la rella del forcat en comptes de tonyar al clavill. Aquell procés va fer que el terreny agrícola li menjara espai a l'aigua, substituint-se les antigues sénies per màquines. A més, el procés va anar unit a una tensió entre el món pesquer i l'agrari, intensificat al final del segle xix.
Els treballs de preparació dels cavallons i la terra agrícola se feia en l'hivern, en l'anomenada perellonada, període en què els perellons es tanquen i inunden la marjal. A més, també hi havia el treball dels barquers, que es dedicaven a la pesca.
L'activitat més antiga i rendible hi va ser la pesca. Jaume I va establir que qualsevol podia pescar-hi si pagava com a impost una cinquena part del peix capturat. Tanmateix, a partir de segle xviii, l'increment de l'activitat agrícola va anar accelerant el procés de rebliment del llac i disminuint el rendiment de la pesca. Al final del segle xix, amb l'aparició d'activitats industrials i el desenvolupament de conglomerats urbans massificats al voltant del llac, va iniciar-se un procés de decadència de l'activitat pesquera que continua fins als nostres dies, amb el declarat col·lapse biològic de l'aigua de l'Albufera, provocat per la contaminació industrial, urbana i agrícola.
La pesca s'ha realitzat per distints mètodes: a la llum, a l'encesa, amb canya, al foradet, amb mornella o al tir parat xarxa i a tir armat. Entre la gent del Palmar, l'ús del redolí seria generalitzat fins a la dècada de 1970.
Altres activitats tradicionals han estat l'explotació salinera (desapareguda a partir de la dulcificació de l'aigua al segle xvii), la ramaderia i la recol·lecció d'herbes.

## Paisatge ambiental

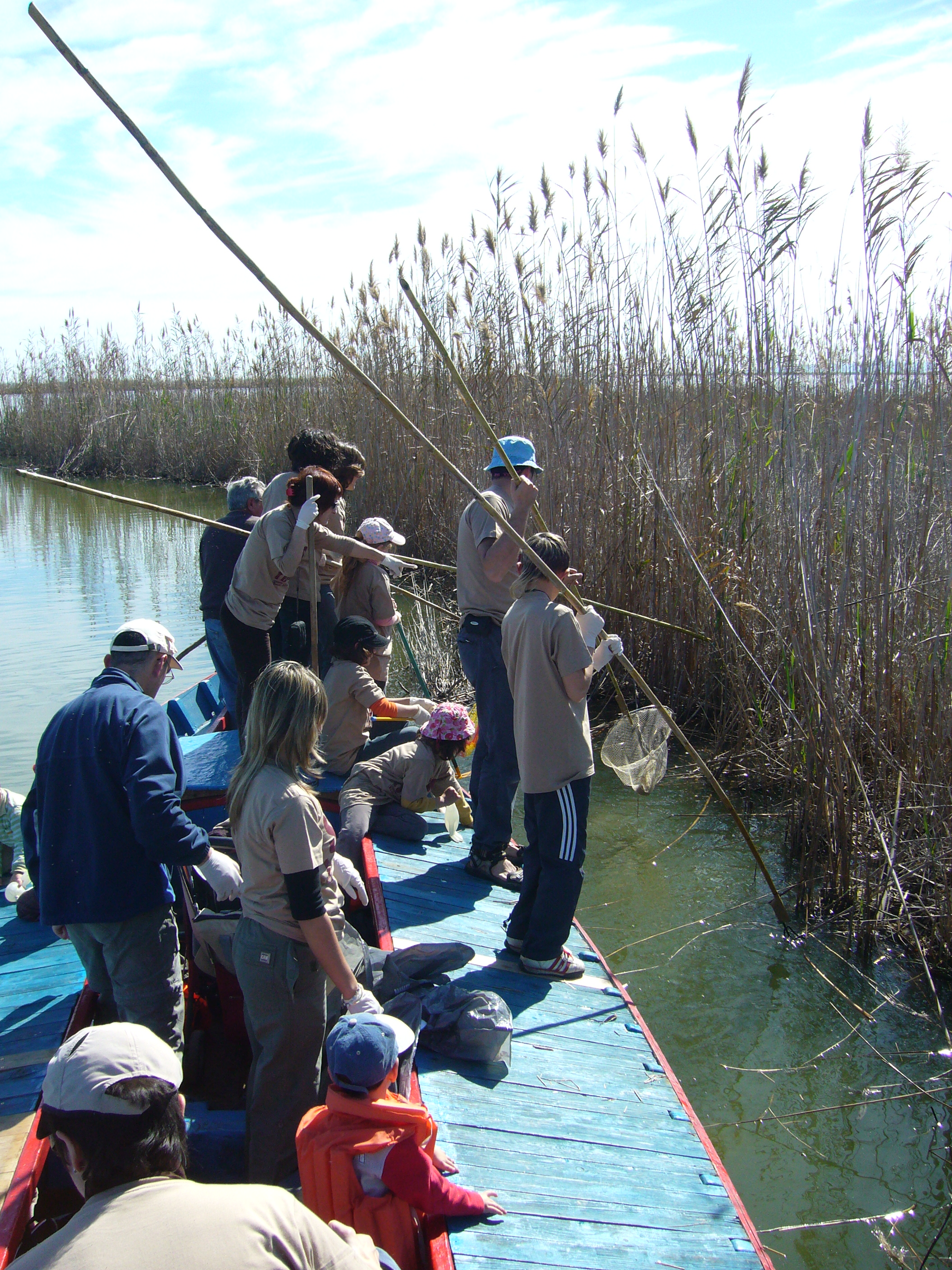
Netejant la mota

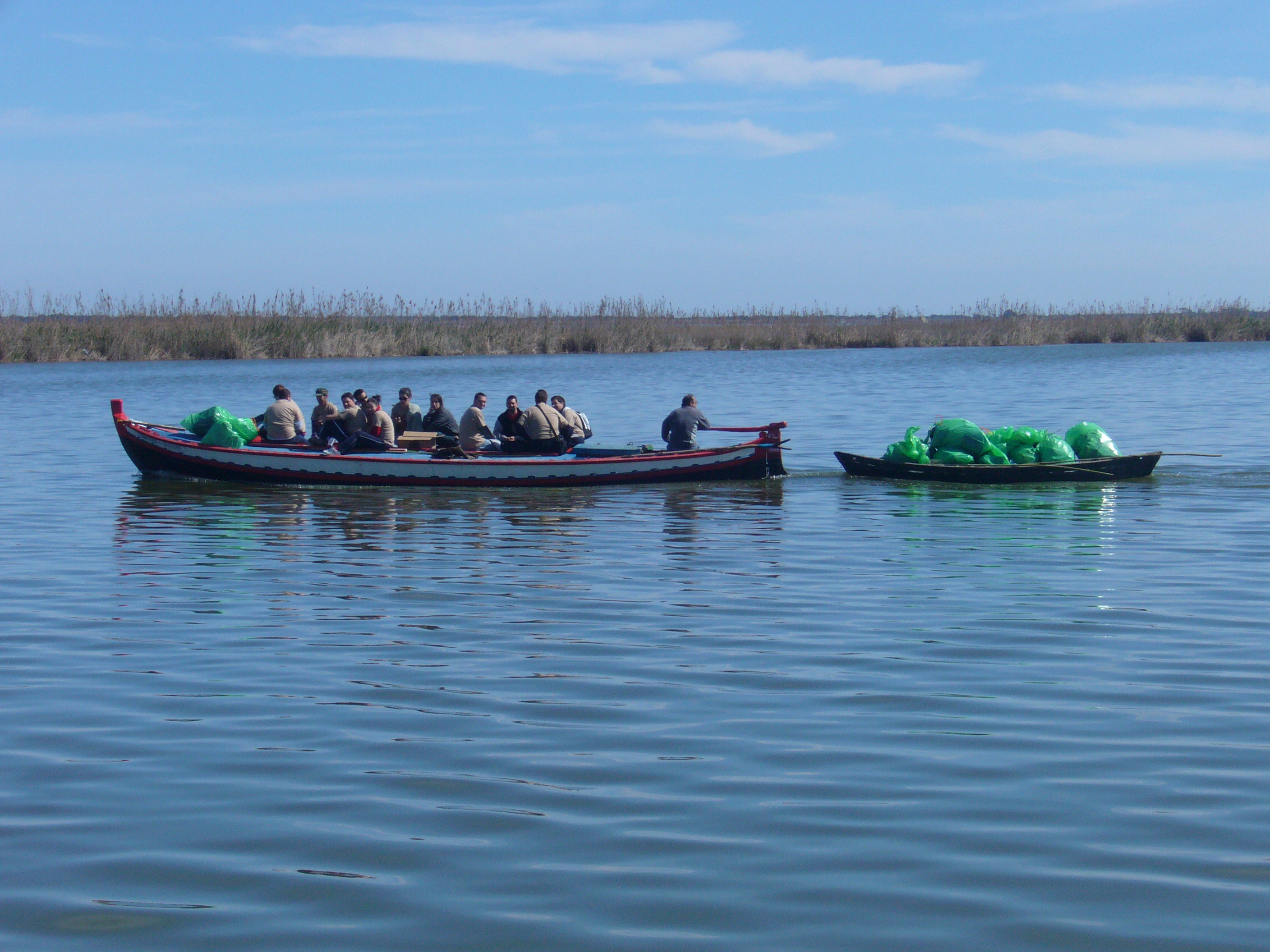
Traient el fem cap al port de Silla

Durant els anys 1960 i el període conegut com a desarrollisme, es produeix la major crisi ambiental de l'Albufera. La implantació d'indústries i l'ús de l'agricultura intensiva a la conca de la llacuna, així com la urbanització descontrolada de la costa en foren les causes.
Diverses entitats realitzen activitats de neteja a l'Albufera, entre aquestes la Xarxa JOVES.net, en col·laboració amb l'Ajuntament de Silla, que porten des de l'any 2003 realitzant el programa "Horta Neta" d'activitats de voluntariat ambiental de coneixement, millora i conservació del medi ambient per a joves. Fins a l'any 2013, unes 3.000 persones havien col·laborat en les tasques de sanejament del llac, i en aquest temps es recolliren tota mena de residus sòlids processats de manera selectiva en un ecoparc. L'Institut Valencià de la Joventut a través del seu programa Joves als Parcs Naturals, també promou les accions ambientals.
Igualment, la coalició Compromís per València ha organitzat jornades de neteja del Parc Natural de l'Albufera, així com l'Ajuntament de València ha promogut activitats de neteja de l'Albufera.

## Embarcacions

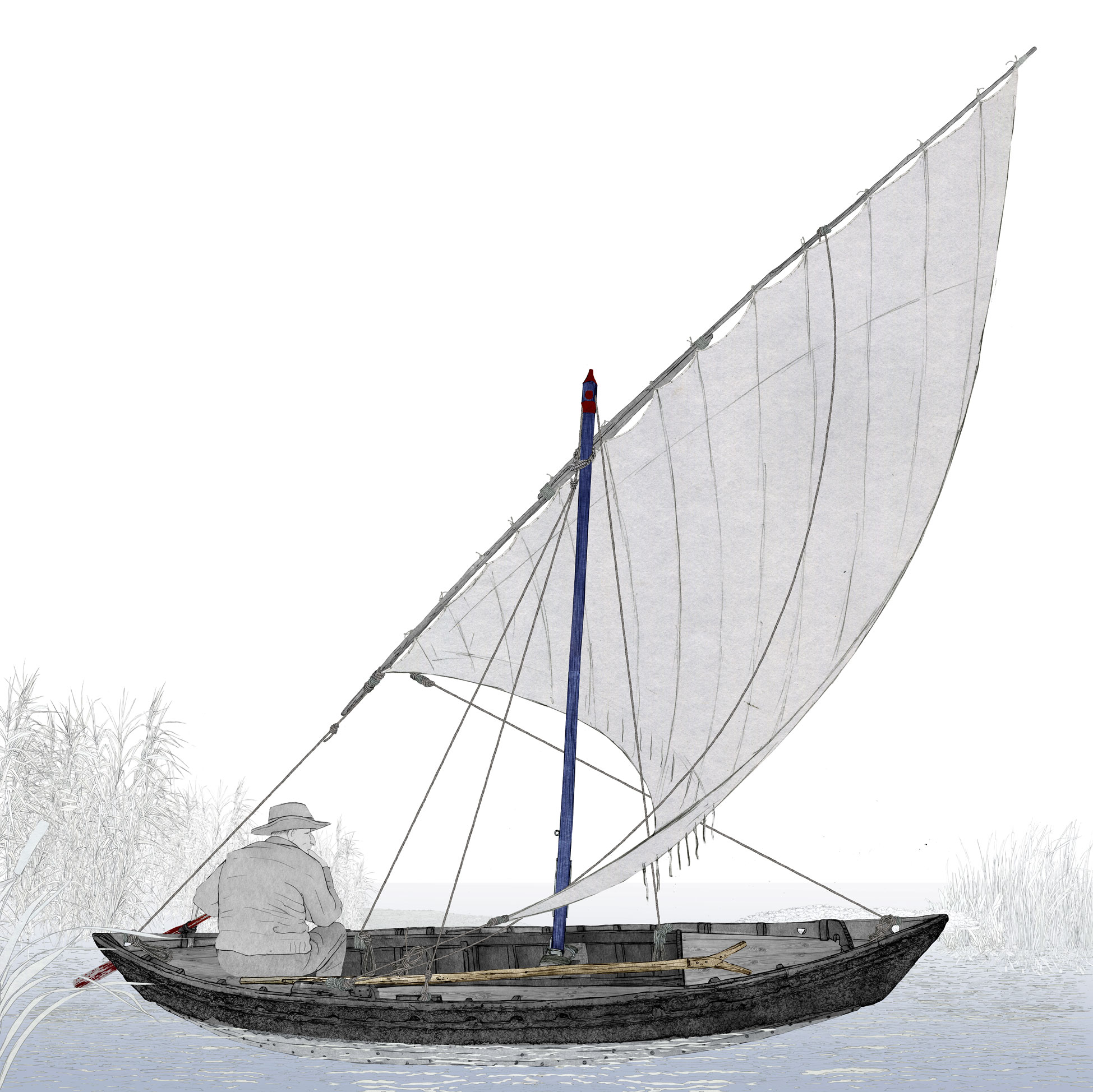
Embarcació amb Vela Llatina a l'Albufera. Il·lustració del Museu Valencià d'Etnologia.

Les primeres embarcacions utilitzades a l'Albufera daten de l'època prehistòrica. Inicialment les embarcacions utilitzades al llac eren semblants de les de la mar, però a partir del moment en què les goles es tanquen es comencen a utilitzar embarcacions diferents en l'aigua dolça i la salada. L'època musulmana destaca com a l'etapa on la vela llatina té el seu major desenvolupament a l'Albufera. De fet, en 1248, poc després de la Conquesta de València es va plantejar el problema que la fugida dels moros deixava les embarcacions en mans inexpertes. Això va provocar que es retingueren a unes 100 famílies, els hòmens de les quals es dedicarien a dirigir les barques.
En 1404, Martí l'Humà atorgà el privilegi de pescar a les comunitats riberenques de pescadors, els quals utilitzaven embarcacions amb vela llatina. Durant els segles següents les embarcacions s'utilitzaren a més per a transportar arròs i terra per aterrar els tancats, cosa que va permetre el manteniment dels tallers artesans dels calafats de barques i de barquets del llac.
Amb les barques amb vela llatina es practicaven les tècniques de pesca del monot, el tresmoll i el tir al pla.
A partir de la dècada de 1950, l'ús cada vegada més generalitzat del motor d'explosió va anar reduint l'ús de la vela llatina. L'activitat de la pesca comercial var quedar molt reduïda per la manca de rendibilitat del peix i la contaminació del llac.
Les formes habituals a les veles llatines són barques amb tinter central, caiguda de l'arbre a proa d'uns 18 graus. Generalment es considera que amb l'antena arriada ha de sobreeixir de la barca per proa 0,5 m i per popa 1,5 m, independentment de la mida de la barca o de l'eslora. Pel que fa a les embarcacions de l'Albufera, hi destacaven dos tipus: els barquets i barquetots, de fondo i costats plans, angles rectes i secció trapezoïdal i les barques, amb secció redona.
Cada tipus d'embarcació tenia un tipus de solucions depenent del treball a realitzar o del gust o estil de l'armador o calafat. El fet que les embarcacions s'armaren segons el gust o les necessitats de l'armador dona una gran varietat de mides en les embarcacions, que en cas dels barquets podien variar dels 16 als 22 pams.

## Municipis compresos
- Horta Sud:
  - Albal
  - Alfafar
  - Beniparrell
  - Catarroja
  - Massanassa
  - Sedaví
  - Silla

- Ribera Baixa:
  - Albalat de la Ribera
  - Cullera
  - Sollana
  - Sueca
  - El Mareny de Barraquetes

- Ribera Alta:
  - Algemesí

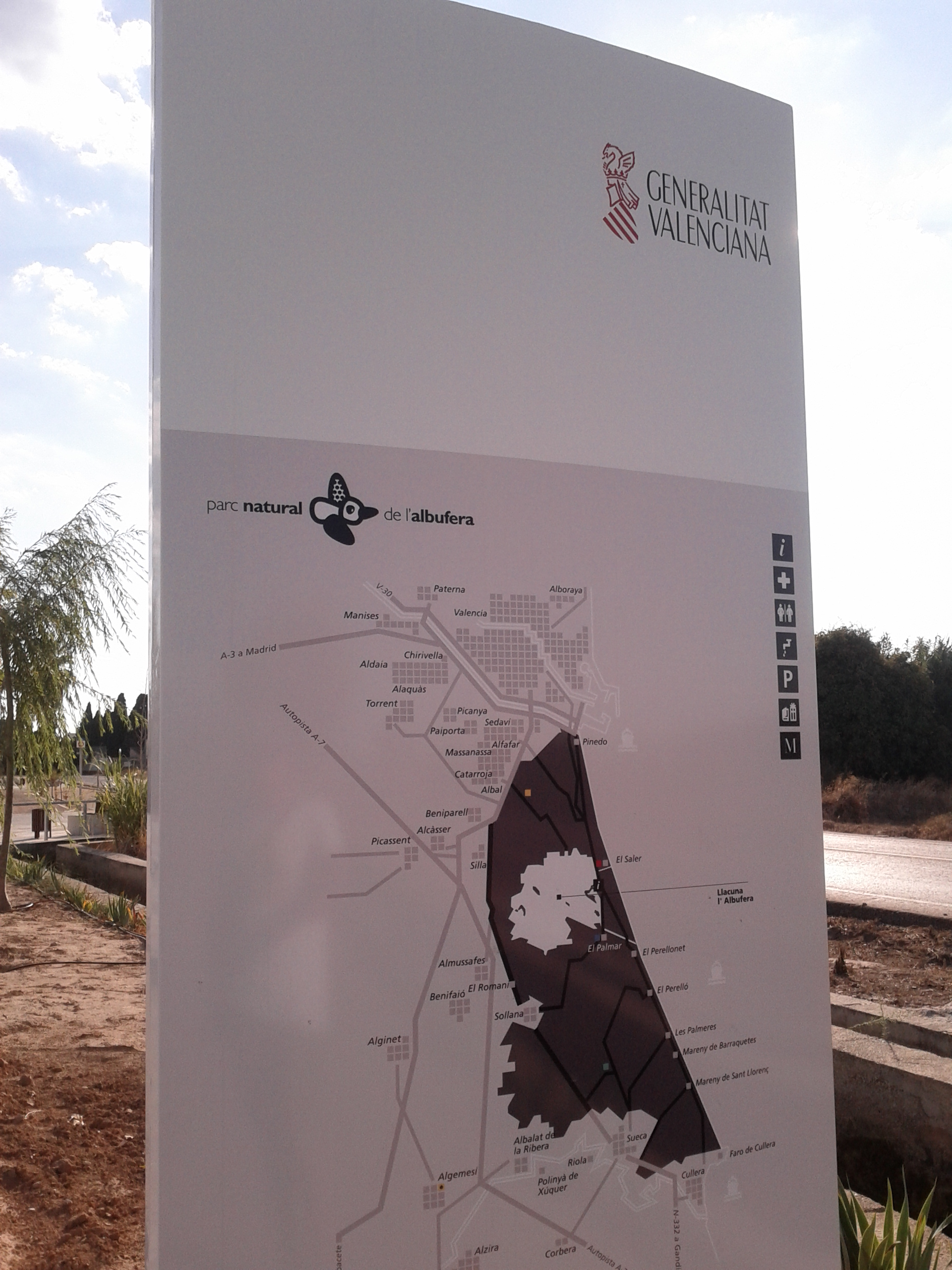
Plànol de l'Albufera

- València: pedanies de Pinedo, El Palmar, El Saler, El Perellonet

## Accessos
El principal mitjà d'accés al parc és l'autovia del Saler (CV-500) que, partint de València, travessa el parc de nord a sud. I el centre d'informació del parc es troba al quilòmetre 13,5, a l'alçada del Palmar.